# Pseudodrifa nigra
Pseudodrifa nigra är en korallart som först beskrevs av Pourtalès 1868.  Pseudodrifa nigra ingår i släktet Pseudodrifa och familjen Nephtheidae. Inga underarter finns listade i Catalogue of Life.